# 松永エリック・匡史
松永エリック・匡史（まつなが えりっく まさのぶ、1967年3月25日 - ）は、日本の経営コンサルタント、大学教員、音楽家（ギタリスト）、TikToker、音楽プロデューサー。東京都世田谷区出身。青山学院大学地球社会共生学部学部長及び教授 (専門分野は国際ビジネス、デジタルイノベーション、アート思考)、ONE NATION Digital & Media Inc.代表取締役 CEO / Producer、事業構想大学院大学特任教授、学校法人聖ステパノ学園理事、DYL(Design Your Life)認定講師。Forbes公式コラムニストを務める。

## 略歴
1967年、東京都世田谷区生まれ。ドミニカ共和国に赴任していた父の後を追い、2歳の時に母と共に同国へ移住。小学6年生の時に帰国し、吉祥寺の小学校に転入した。小学生の時にギターを始め、東京都立千歳高等学校（現：東京都立芦花高等学校）在学中の15歳からプロミュージシャン（ギタリスト）として活動。エリート家系で厳格な父への反抗心から「東大を出て財閥系の企業に入る」というルートに反抗し、音楽の道を志して東京藝術大学を受験するも不合格となり、翌年バークリー音楽大学に進学。大学ではジャズを学び、マイク・スターンなどのミュージシャンとも交流を持ったが、音楽が仕事となり純粋に楽しめていないと感じたことから、プレイヤーとしての道を諦め日本に帰国した。
帰国後は青山学院大学文学部英米文学科に入学し英語教員を目指したものの、友人の勧めでシステムエンジニア（SE）の採用試験を受けたところ合格。卒業後は日立システムエンジニアリング（現:日立ソリューションズ）でシステムエンジニア、その後AT&Tでプログラマー・ネットワーク設計担当者およびAT&T Solutionsのネットワークコンサルタントとして勤務した。勤務の中で経営や事業戦略の視点の重要性を感じ、青山学院大学国際政治経済学研究科に入学。元ビジネスコンサルタントの教員との出会いを機に、コンサルタント企業へ転職した。
アクセンチュア、野村総合研究所、日本IBMを経て、2012年9月にデロイト トーマツ コンサルティング メディアセクターAPAC統括パートナー/執行役員に就任。その後2015年5月にはPwCコンサルティング デジタルサービス日本統括パートナーに就任した。
PwC勤務中には、東京・大手町のエクスペリエンスセンターの開設にリーダー・初代センター長として携わった。同施設は、松永が考案したBXT（Business eXperience Technology）コンセプトを核に、カスタマーエクスペリエンスの分析に基づいて企業のビジネスを再構築し、デジタルテクノロジーによるイノベーションを創出することを目的とした施設である。PwCのデジタルサービスに所属するデザインやデジタルテクノロジーを専門とする「人材」、大企業からスタートアップまで規模や業界の垣根を越えて協働するオープンでフレキシブルな「環境」、斬新なアイデアや専門知識によって課題を解決する「ソリューション」で構成されたエコシステムである、としている。2017年11月22日に開催されたオープニングイベントでは、かつて「第四のYMO」とも称された作曲家・シンセサイザープログラマーの松武秀樹を迎えオープニングコンサートを実施した。一方、松永の構想は当時のPwCにはあまりにも斬新であり、社内でも十分理解が得られなかった。2018年にPwCを退職し、ONE NATION Digital & Mediaを立ち上げ大手企業を中心にデジタルトランスフォーメーション（DX）のコンサルを行うほか、同年よりアバナードデジタル最高顧問に就任。
2019年4月、大学院時代の恩師でもある青山学院大学前学長（当時）の仙波憲一から招かれ、同大学地球社会共生学部 の教授に就任し、2021年からは学部長も務める。また、2020年より事業構想大学院大学 客員教授(2021年より特任教授)、2021年6月より学校法人聖ステパノ学園の理事も務めている。
青山学院大学礼拝堂で礼拝を守っていた青山学院教会（緑岡教会）の流れを汲む経堂緑岡教会にて、2023年にキリスト教徒として受洗し、2025年からは同教会の長老に任命される。

## 親族
陸軍士官学校56期優等であり第18軍参謀の中佐として戦死した松永真一郎は祖父。松永真一郎は“電力王”と呼ばれる松永安左衞門の親戚にあたり松永家は長崎県壱岐にルーツを持つ。父栄勇は、地熱開発のパイオニアとして三菱マテリアル地熱・エネルギー開発部 地球事業センター長を経て、八幡平地熱社長。イラストレーター・Matsunbo Craft デザイナーであり西アフリカ起源のパーカッション”ジェンベ”の演奏者である松永美佳は妹。日本テレビ“ZIP”「朝だよ！貝社員」のキャラクターデザインをしたデザイナーの沼田幸太郎は従兄弟にあたる。

## 書籍・雑誌系
- 単著『バリューのことだけ考えろ トップ1％コンサルタントの圧倒的な付加価値を出す思考法』 SBクリエイティブ (2024/6/30発売) ISBN 4815625034
- 単著『直感・共感・官能のアーティスト思考』事業構想大学院大学出版部 (2024/3/15発売) ISBN 4910255095
- Forbes JAPAN『トヨタの水素社会実現へ向けた本気度に「脱帽」。運転を楽しみながら脱炭素社会を実現する時代へ』8月号(7月25日発売)
- 月刊事業構想『「脱ビジネスモデル」で新事業の発想を』メディア業界新価値創出プロジェクト研究 2021年4月号（3月1日発売）
- Forbes JAPAN『人と暮らしと技術の共創力でパーソナルな快適さが進化していく』 NOV.77 No.64 P64 Co-Creativity 2020年11月25日
- Forbes JAPAN NOV.2019 No.64 P134 『Forbes FASHION business styles of men & women』にモデルとして掲載
- 『Newspicks Magazine- Spring 2019』幻冬舎2019年3月20日 Why we work働く理由 with 北野唯我 ASIN: B07NN4FTFX
- 『外資系トップコンサルタントが教える”英文履歴書完全マニュアル”』 2018年10月15日 ナツメ社、監修・著 松永エリック匡史 著門田裕次 ISBN 978-4816365430
- 『ペットと葬式 日本人の供養心をさぐる』鵜飼秀徳 著 （朝日新書）“モノに魂が宿るとき、ストーリーが生まれる”の項目にインタビューが掲載
- 『英語面接完全マニュアル』2018年7月13日 ナツメ社 監修松永エリック・匡史 志賀一恵、著 レンフロ比佐子 ISBN 978-4-8163-6500-3
- 『いぬのきもち』2018年8月号 ベネッセコーポレーション ベネッセの犬のこと総合雑誌 ”犬のために何ができるのだろうか”
- 『ForbesJapan』2018年2月号PwCが創るイノベーション加速空間 「エクスペリエンスセンタ ー」が与える衝撃
- 『WIRED』2018年1月号 非連続な未来は“体験”によってもたらされる  JANコード：15312-01
- 『宣伝会議』2016年5月号コンサルシング会社のエージェンシー買収―日本市場への影響―NO.895 JAN 4910156110569、2016.4.発行
- 『企業と広告』2016年3月号 コンサル会社が広告領域を強化拡大  2016.3.発行
- 『グローバル経営戦略2015』ゲーミフィケーションの組織マネジメントへの応用を執筆 東洋経済新報社 ISBN 978-4-492-96110-0、 2014.11.20発行
- 『 デジタルコンテンツ白書2013』海外動向 インドを執筆 一般財団法人デジタルコンテンツ協会 松永エリック・匡史 ISBN 978-4944065226、2013.9.1発行
- 『 クラウドコンピューティングの幻想』技術評論社 エリック松永
- 『イノベーション手法50 -デフレ時代を勝ち抜く経営術-』日経BPムック 松永匡史 ISBN 4-8222-0138-4、2002.1.10発行
- 『IT市場ナビゲーター -これから情報・通信市場で何が起こるのか-』野村総合研究所 情報・通信コンサルティング部 東洋経済新報社
- 1-7 スマートグリッドとITの可能性(P85)、3-4 企業向けモバイルサービス市場(P203)を執筆 ISBN 978-4-492-50214-3、2011.1.5発行
- 『日経コミュニケーション 5-26 2003 NO.391』次世代エンタープライズネットワークの考え方と戦略的視野に立ったネットワーク構築のアプローチ(p117)  日経BP社 2003.5.26発行
- 『Colorful』うわさのMNPで気になる私たちのメリットは？(P183) ぴあ株式会社 Eric 2005.10.7発行
- 『日経IT21』創刊号7.2001~9.2001 会社のホームページを作ろう エリック松永 2001.07.01~2001.09.01発行

（番外編）
- 『幸せになりたければ靴選びからはじめなさい 理想の相手が見つかる48のルールとタブー』

佐々木月子＆えりっく（著）出版社: CLAP ASIN: B00XVNS2CQ、2015.5.19.発行
- 『理想の相手がなぜ現れない？-運命のパートナーと出会う28の方法』

佐々木月子＆えりっく（著）出版社: CLAP、ASIN: B00O9TYPH2 2014.10.8.発行

## 講演・セミナー活動
- Sansan”Sansan Innovation Project”『再生可能エネルギーから創るわたしたちの日本』2021年9月17日 with LUNASEA & X JAPANギタリストSUGIZO
- Zキャリアフォーラム2021『ポストコロナのサステイナブルなキャリア戦略』2021年8月24日　with 森本千賀子&Moogwi Kim
- 横浜STARTUP『なぜ行政のオンライン化は進まない？自治体のデジタル変革で組織活性化をするには？』青山学院大学教授 松永エリック・匡史 × 福田峰之2021年7月29日
- 経済産業省&一般社団法人デジタル・イノベーション『DXレポートから読み解く日本のDXの未来』2021年7月21日with経済産業省 和泉憲明
- Eight”ART x DX”『アーティストによるDXとは？』2021/07/15 (木)
- デジタルトランスフォーメーションEXPO 『経営者に求められるDXイノベーション２０２１』2021年4月28日松永 エリック氏 ✖️ ネットアップ社CTO・近藤氏
- 24 Fest by another life.『出会い力2.0。出会った瞬間人の心をつかむ魅力とは？』2021年3月19日 with 森本千賀子、JobPicks編集長／NewsPicks副編集長 佐藤 留美、YOUTURN取締役の成澤 俊輔
- ベネッセSTEAMフェスタ2021『中高生が探究を学び合うオンラインイベント』2021年3月14日
- Sansan Evolution Week 2021『Business as Art -社会的イノベーションを成功させるためのDX-』with 山口周、柿崎充 2021年3月9日
- NewsPicks NewSchool参加型ワークショップ「ランボルギーニへ挑戦。THE LOUNGE TOKYOをプロデュース」with佐々木紀彦氏×工藤拓真氏 at Lamborghini THE LOUNGE TOKYO 2020年12月22日
- サイトコア　オンラインイベント「SITECORE DX TOKYO2020」講演テーマ「受け身のDXだけでは悲劇が待っている～デジタル上の顧客体験に対する期待値が激変」2020年12月10日
- 一般社団法人デジタル・イノベーション『コロナに打ち勝つ10人のDX秘策！』with ムーギーキム、樫村周麿2020年11月3日
- TED x AoyamaGakuinU 『”価値の再発見-Rebeat-“』2020年10月18日
- NUTANIX『今こそDXを実現できる情報システム部門になろう～DXの先駆者 エリック松永氏に聞いてみる～』2020年11月27日
- マイナビニュースフォーラム『変化に対応し続ける組織とは』with 越川慎司 2020年11月26日
- Microsoft主催『ニューノーマル時代のデジタルワークプレイス”』スペシャル対談：ニューノーマル時代のデジタルワークプレイスとは？”2020年9月17日
- 電通INPUT!Hour『稼ぐ力INPUT-DXの本質-』powered by Newspicks 2020年8月24日
- 一般社団法人日本ワーキングママ協会主催『Tech STAR Camp』ひとり親の中学生対象STEAMワークショップ2020年8月10日
- 宣伝会議主催『デジタルストラテジスト講座』2020年4月20日
- 春日井製菓主催オンラインイベント『世界を変える男たち ～変態研究者が拓く新しい生き方～』with熊本大学 井上教授 2020年4月12日
- サイトコアジャパン 国内最大級のプライベートイベント「Sitecore Experience Tokyo」基調講演『５つの真実から見えてくる日本企業にとっての勝機』2019年12月17日
- 次世代を創造する小・中学生をターゲットにした次世代イノベーティブリーダー育成プロジェクト 『Tech STAR Camp（テクスタ）』1DAYイベント～You Were Born To Innovate～2019年12月15日パネルディスカッションゲスト
- 経済産業省主催『キャンパスベンチャーグランプリ』特別講演”イノベーションを起こすクリエイティブ思考術”2019年11月28日
- Newspicks『池田純✕本中野真「ブランディングの真髄」』池田 純,本中野 真2019年10月17日
- キヤノンITソリューションズ『新規事業創出ワークショップ』2019年9月26日
- 『人材争奪戦！スーパースター人財の採り方・創り方』2019年9月24日with 井上和幸氏（経営者JP）福留拓人氏（東京エグゼクティブ・サーチ）沖玲奈氏（アクセンチュア）八木春香氏（経済産業省）小杉俊哉氏（慶應義塾大学）小宮山利恵子氏（東京学芸大学）土屋美乃氏（エスキャリア）
- ITisKANSAI『経営を加速させるNeo-PR』2019年8月20日 withディアメディア味岡社長
- 『パラレルキャリア・キャリアシフト×自分らしさ』株式会社オプト 執行役員 榎本 佳代2019年7月22日
- Newspicksアカデミア『イノベーションを起こすクリエイティブ思考術』2019年7月19日〜10月4日
- COLABO&Linker”VENTURE MEET UP VOL14” 2019年7月15日
- グローバル人事塾『HRtecの最新潮流、aiと人間の共存戦略！』2019年6月30日with 京都大学多田氏、dip進藤氏、パソナ粟生氏、パーソル片山氏,乱入してきたムーギーキム
- Newspicks『青学生をアップデートせよ』2019年6月14日
- Newspicksアカデミア『イノベーションを起こすクリエイティブ思考術』全7回 2019年7月12日〜10月10日
- グローバル人事塾『HRtecの最新潮流、aiと人間の共存戦略！』2019年6月18日一般社団法人グローバル人事塾
- 日本ワーキングママ協会“小中学生応援STEMプロジェクト”『Tech STARCamp(テクスタ)』2019年5月5日〜
- サイトコア『大規模ECには必須となる“顧客体験”というファクター』基調講演“デジタル時代のモノの売り方とは”2019年5月30日
- 電通x Newspicks 『“INPUT!365” Everywhere』2019年5月14日
- crew x ディアメディア『スタートアップの事業を加速させるPR戦略』2019年4月18日
- ブライトンパートナーズ『30cm動く生き方-僕の人生の光と影 〜報われるまで努力する〜』2019年4月22日
- RPA Strong Career Seminar 2019 『仕事選び4・0～インダストリー4.0時代の幸福に稼げるキャリア戦略』2019年3月23日
- 博報堂プロダクト＆Psychic VR Lab主催TIMEMACHINE イベント『MRと都市／商業空間に関してトークセッション』2016年3月25日with パルコ林直孝執行役,日本マイクロソフト 澤円業務執行役員、Psychic VR Lab渡邊信彦COO
- Newspicks『「グローバル・インダストリー4・0時代」の最強キャリア戦略』“デジタル時代に活躍できる人材像と自己中3.9時代のキャリア戦略” 2019年2月25日
- at Will Work『働き方を考えるカンファレンス2019』2019年2月20日with石川 俊祐氏（AnyProjects inc Co-Founder、元IDEOデザイン・ディレクター）,松尾 慎司氏（SBクリエイティブ株式会社 ビジネス＋IT編集部 編集長）,村上 臣氏 (リンクトイン・ジャパン株式会社 日本代表)
- Newspicksアカデミア『松永エリック x 澤円“デジタル時代のイノベーションの起こし方”』 2018年12月18日with 澤円
- 金融ITフェアFIT大阪『Tech IntensityとRPA』2018年12月6日
- ZDNet Japan Summit 2018『日本企業に必要なデジタルトランスフォーメーションとは？』2018年12月4日
- ISS主催『Future Career Talk Session #1自分らしく生きるためのLife Design』2018年11月14日
- Newspick主催 “就活3.0”
- 金融ITフェアFIT2018東京（Financial Information Technology）」（金融国際情報技術展） 『RPAとデジタルトランスフォーメーション』2018年10月26日
- 保護犬応援ゼロワンプロジェクトCrystal チャリティフェス 2018『未来の働き方 トークセッション』2018年10月4日 with 元NHK プロヂューサー湊剛
- 日本広告学会『デジタル・トランスフォーメーション』2018年9月27日
- 宣伝会議主催『グローバルな時代における、キャリアの考え方 ～英語面接に対策法はあるか?』2018年8月29日with 松浦義隆
- 宣伝会議主催 『デジタルストラテジスト養成講座“企業のデジタルトランスフォーメーションを加速させるパートナー”』2018年8月27日
- 日経BP主催『ヒューマンキャピタル2018@国際フォーラム』 2018年7月5日 with INSEADERS VC共同経営者ム―ギ―キム氏、クロスリバーCEO越川慎司氏、グロービス大学院准教授兼オペラ歌手武井涼子氏、経済産業省藤岡雅美氏
- 『デジタル変革がもたらす未来のライフスタイル ～ デジタル技術の進化で変わる、事業戦略デザイン ～』2017年11月25日13:00〜 withメルセデス・ベンツ日本株式会社、代表取締役社長 上野 金太郎氏、日本トイザらス株式会社 執行役員 飯田 健作氏
- Adobe Symposium 『デジタル変革の潮流～顧客体験×ビジネス×テクノロジの融合～』2017年9月14日15:35〜
- SanSan Partners Summit『企業・金融機関・国家のデジタル変革の実現に向けて』 2017年9月6日 with 小川 久範 みずほ証券株式会社戦略調査部ディレクター、クロサカ タツヤ、慶應義塾大学大学院特任准教授、鈴木 万治DENSO International America Inc.
- CDO forum Japan 2017 『デジタル変革の潮流と企業が今後取り組むべき論点』2017年 7月 14日
- 音楽イノベーションセミナーfeaturing 4th YMO 松武秀樹氏『音楽のデジタル変革』ISS 2017年6月17日
- AWA 2017『デジタル領域における広告会社とコンサル会社の協業と競争』6月1日
- AWA 2017『The Future of Digital UX: Ads in the Virtualized World of Next Generation UX』2017年5月30日
- 『デジタル時代の新しいリーダーシップ“CDO”』 愛媛大学2017年5月11日
- ZDNet Japan x TechRepublic Japan データ保護セミナー特別講演 : 『デジタル変革時代のバックアップの在り方』2017年3月14日
- 『ロボティクス革命2020－ロボット・AIは実務的なビジネスの場』with ICTソリューション・コンサルティング 代表取締役社長 冨永 孝氏 2017年3月7日
- PwC Global Megatrends Forum 2017『AI時代の人材育成とAI・ビッグデータ活用を促進させるためのアプローチ』with慶應義塾大学 先端生命科学研究所 所長 冨田 勝 氏 2017年2月23日
- 『デジタル時代のキャリアパス』一橋大学 神岡太郎（商学研究科教授）2016年11月26日
- 『右脳的キャリ思考』専修大学 池本正純（経営学部教授・キャリアデザインセンター長）2016年9月30日
- 『デザイン思考のキャリア論』立命館アジア太平洋大学 杉田欣二（言語教育センター教授）
- 『急速にデジタル化する社会に企業はどう対応すればいいのか』日本経済新聞・フィナンシャルタイムズ パートナーシップ1周年記念シンポジウム2016年12月13日
- 「新世紀テレビ大学」＝TVデータ進化論＝”データ活用なしにヒット作はもう生まれない"  2015年11月30日
- 第33回グローバル人事塾【人材採用✕女性活用】“女性活用でイノベーションを引き起こすワークスタイル革命” 2015年11月14日
- 『Ａｐｐｌｅ Ｍｕｓｉｃの衝撃と次世代エンタメビジネス ～ＩｏＴ時代のストリーミングとリアルイベントの共存にみる新たな潮流〜2015年7月28日
- 『僕等が世界から教えてもらったこと』ジャーナリスト堀潤（元NHK）vs実業家朝倉祐介(元mixi社長)vsエリック松永(元プロミュージシャン)神田外語大学スペシャル講演 2014年9月11日
- 『動画・音楽配信ビジネス、新時代の幕開け２０１５』～Ａｐｐｌｅ、Ｎｅｔｆｌｉｘ、Ｓｐｏｔｉｆｙと日本市場～ 野村総合研究所 シニア研究員 山崎 秀夫氏との共同講演 2014年12月10日
- 【NTTデータ次世代ICTセミナー】グローバルクラウドで実現する経営改革 2014年11月20日
- 『BYODの新潮流とワークスタイル改革』ZDNet Japan スマートデバイスセミナー  update  2014年3月13日]
- 『テレビメタデータを活用したビッグデータ解析とO2O2O年モデルが実現するマーケティングの未来』デロイトアナリティクス カスタマーアナリティクスフォーラム2013  2013年11月27日
- 『”Ａｐｐｌｅ の次世代メディア革命”』～ＴＶ・音楽ビジネスへのアプローチからＡｐｐｌｅのメディア戦略を考察する～  野村総合研究所シニア研究員 山崎秀夫との共同講演 2013年11月6日
- 『メディアデモクラシー論』2013年7月30日
- 『ジャーナリズム2.0 × クラウド』元NHKアナウンサー堀潤氏 vs エリック松永 2013年7月17日
- 『メディアデモクラシーの現状2013』 第四のYMO松武秀樹氏、元テレビマンユニオン vs プロデューサ薄井上智大学教授 vs エリック松永 2013年6月11日
- アップルが起こした市場の変革と次なる照準-音楽-
- 5年後のスマートTV
- スマートTVの虚像と実像”野村総合研究所 山崎研究員とのコラボ講演
- ゲーム・ビジネスイノベーション-マルチ融合で拡がるゲームビジネスの可能性-
- Web2.0からオープン化されたWebの世界へ-リアルタイムWebが変える顧客接点-
- 新3Dによる市場の変化と変化する戦略
- グーグルがテレビを変える-ネットTVが目指すスマートTVの世界-“
- 3D Revolution”3D World Conference in Kerea
- 新3Dは成功するか－日本版3Dの成功の条件
- AVATAR"の次なる真の発展市場とは"
- グローバル戦略におけるネットワーク”VON Japan(Voice on the net Japan)
- 戦略的視野に立ったネットワーク構築アプローチ 日経BPセミナー
- モバイルによるリアルタイムな企業経営”

その他講演多数。

## Web系執筆・取材記事
- LEON『“音”にはもっとお金をかけていい──トップ実業家が選ぶ高機能イヤホンとは？』2021年8月20日 with A.T.カーニー梅澤会長
- クライス＆カンパニー『DXの本質と、企業が推進する上での 障壁と勘所について』2021年8月6日
- クライス＆カンパニー『デジタルプロフェッショナルとして活躍するために』2021年8月20日
- Forbes『トヨタの水素社会実現へ向けた本気度に「脱帽」。運転を楽しみながら脱炭素社会を実現する時代へ』2021年6月30日
- Biz/Zineセミナーレポート『Business as Art -社会的イノベーションを成功させるためのDX-』2021年03月31日with 独立研究家／著作家／パブリックスピーカー山口周
- NewsPicks『オンラインで大学がアップデート。「共感力」がつなぐ学びを』2021年2月26日
- マイナビニュース『ニューノーマル時代に求められる「共感」を重視したデジタルプレゼンスとは』2021年01月18日
- IT Search 『“アフターコロナ”では共感と信頼が最重要! 得意な日本には「大きなチャンス」』2021年1月15日
- NTTコミュニケーションズ デジタルトランスフォーメーションの実現へ向けて第55回『松永エリック氏が語る“DXの本質”と“今後の情シスの役割”』2020年12月23日
- Another life『自分だけの感動体験が集まり世界を変えていく。 共感から生まれるイノベーション。』2020年12月17日
- HP Tech&DeviceTV 『誇るべき地方中小企業の変革大解剖”伝統的製造業を変革する手腕とその重要なポイントとは？”』 with大洞広和2020年11月24日
- Forbes『人と暮らしと技術の共創力でパーソナルな快適さが進化していく』 2020年11月7日
- ZDNet『Microsoft主催オンラインセミナー「ニューノーマル時代のデジタルワークプレイス～リモートワーク下での業務のデジタル化」』2020年10月7日
- Think out『クリエイティブ思考のはじめ方』【前編】アートの価値、クリエイティブ思考の具体的な方法、【後編】共感の無いところに新たな価値は生まれない、否定は絶対にしない、相手のためを思う、プロフェッショナリズムを持って取り組む、共感のコミュニティを作る2020年10月5日
- ITmedia『「コンテンツの民主化」に伴うリスクとガバナンス グローバルWebサイト運用の課題をどう解決する？』2020年8月21日
- ITMedia『withコロナ時代の「デジタルプレゼンス」を語ろう 第1回：トップこそがコンテンツであれ』2020年6月26日with 電通アイソバー得丸社長
- Forbes『ロジック」から「共感」へ──アフターコロナのニューノーマル』2020年6月12日
- リサーチア:ベンチャー『大企業の 事例から見えた、 企業理念の再考のすゝめ』2020年6月12日
- Wantedly『教育現場の悲鳴に応えるたった一つの解決法——“正しい”ITで実現する「新しい教育の未来」とは 』2020年6月12日 with アバナード株式会社安間社長
- Forbes『癒しと共感と創造力 アフターコロナの時代を築く世界に不可欠なもの」2020年5月17日
- Newspicks”withコロナ」の教育を考える”『【実践】NewsPicksを「オンライン授業」で活用する方法』2020年5月17日
- Newspicks『【予測】コロナ禍をサバイブするコンサル、退場するコンサル』2020年4月17日
- Forbes『誰かの成功事例には意味がない。イノベーションを自分の内側から見つける思考法』2020年3月24日
- Forbes『アートとビジネスの融合がもたらす「歪み」の正体』2020年2月10日
- WANTEDLY 『人が企業を選ぶ、人生100年時代のキャリア戦略ーー音楽家・ビジネスコンサル・大学教授のデジタル最高顧問に聞く』2020年2月5日
- Forbes『論理的コンサルは果たして経営者に価値を与えているか？』2020年1月14日
- ZDNet『マーケティングが直面する「不都合な真実」--デジタル変革への礎をどう築く？』2020年1月15日 with サイトコア ペイジオニールCMO
- Newspicks『もはや広告代理店だけではない。オプトが挑む「日本企業総デジタルシフト」』2019年9月26日withオプト代表取締役社長CEOの金澤大輔氏
- logmi Biz『ストーリーを話したくないCEOは去るべきトヨタ・豊田章男社長の「さらけ出す力」に学ぶこと』2019年9月19日
- ZDNet『デジタルトランスフォーメーションとは何か--エリック松永教授が語る本質論』2019年8月28日
- Newspicks『「それは、ロックか？」オプトが“デジタルシフト”を掲げる理由』2019年8月28日 with オプト鉢峰社長
- みらいワークス『みらいの働き方インタビュー』2019年7月25日
- ZDNet『PRを経営に組み込め！--企業価値を高めるデジタル時代の「Neo-PR」とは』2019年5月17日
- Forbes”エリック松永のInnovation & Beyound”『「第4のYMO」と呼ばれたシンセサイザーの神様がこだわる日本の音』
- Forbes Japan『”信仰の対象になる日本刀を造る”刀鍛冶職人が考える伝統とイノベーション』2019年3月5日 interview with 刀鍛冶職人の川崎晶平氏
- Newspicks 『Dropboxは「働き方」をどうアップデートするのか』with Dropbox五十嵐光喜代表取締役社長2019年2月7日
- HARBOR BUSINESS Online『「俺が俺が」も「いいね」に振り回されるのももう終わり。これからは「自己中3.0」』2019年2月4日
- LinkedIn”The Future of Japan” by 蛯谷 敏『松永エリック氏「自己中3.0」の時代がやって来る 』2019年1月30日
- ビジネス+IT『「ITの根本にあるのは『愛』」元ギタリスト現コンサル 松永エリック匡史の2030年予測』2019年1月23日
- ZDNET ホワイトペーパー『松永エリック氏×アトラシアン社長ハリントン氏対談「ゲームチェンジの時代に結果を出す組織の在り方」』2019年1月22日
- Forbes Japan『NHKの伝説的プロデューサーに聞く「イノベーションを超えるもの」』2019年1月13日
- ZDNet"常識と尺度を疑え--“異才”が語るデジタル変革の真実" 2019年1月9日With DataRobot チーフデータサイエンティストのシバタアキラ
- (連載)アルク出版オンラインメディアGOTCHA“エリック松永のオトコマエ英語道場”2019年1月7日〜

#1英語が流暢じゃなくてもいい！グローバル会議で光るオトコマエになろう！2019年1月7日
#2オトコマエは黙らない！「説明責任」を英語で言うと？2019年1月21日
#3オトコマエな接待術、英語で言うなら「AR before F」2019年2月4日
#4英語の世界で自分らしく働くカッコイイ女性の思考 2019年2月18日
#5目標達成の極意はワークスマートにあり 2019年3月4日
#6(最終回)受験英語のリサイクル学習法 2019年3月18日
- Newspicks 2019大予測『【松永×山口】生き残るコンサルは“アジェンダシェイパー”だ』2018年12月26日 with 山口周
- 『MBA.3.0-MBA志願者よスケベ心を捨てなさい』2018年12月6日
- 『Future Career Talk Session #1自分らしく生きるためのLife Design』2018年11月14日
- ZDNet Japan『RPAのコモディティ化で揺らぐ企業のデジタルトランスフォーメーション』2018年10月25日
- Newspicks特集『コンサル3.0』”【本音】なぜ、コンサルはイノベーションが起こせないのか” 2018年10月3日
- 日経ビジネス『”トップリーダーかく語りき”激変する時代を勝ち抜く「人事の未来像」2018年8月10日
- GAZOO 『幸運とは、チャンスに対して準備ができている人に訪れる。少年時代の夢を叶えた愛車、ポルシェ928GTS』 2018年5月1日
- Newspicks ニューエリートの創り方 『先入観をぶち壊せ』2018年04月07日
- Forbes『PwCが創るイノベーション加速空間 「エクスペリエンスセンター」が与える衝撃』2018年1月16日
- (連載) ZDNet 『エリック松永のデジタルIQ道場』
- Wired online 非連続な未来は“体験”によってもたらされる： 東京に「エクスペリエンスセンター」を開いた、PwCの思惑 2017年11月27日
- BIZZINE PwCがイノベーション拠点開設。エリック松永氏「アートの力でデジタルビジネス創出を」2017年11月22日
- 日本経済新聞電子版 デジタル活用ビジネスの創出支援施設、ＰｗＣが開設 2017年11月22日
- 日経BP IT Pro デジタル活用ビジネスの創出支援施設、ＰｗＣが開設（日経電子版へ転載）2017年11月22日
- WEB担当者フォーラム PwC Japan、デジタルのイノベーション創出を目的にした「エクスペリエンスセンター」を大手町に開設 2017年11月22日
- クラウドWATCH PwC、デジタルイノベーションを促進するエクスペリエンスセンターを開設2017年11月22日
- 日経産業新聞 『CDO、企業の変革狙う』2017年”9月8日朝刊
- ビジネス＋IT 『「すごい」が「当たり前」になる時代のUXに“制限の設計”が重要なワケ』2017年8月8日
- Campaign Asia『What’s disruption ?』2017年8月4日
- IT Search 『「ミレニアル発想」で社内にイノベーションを起こせ』 2017年7月28日
- 電通報 『広告会社とコンサル会社 その未来は競争か、協業か』 2017年7月11日
- ダイヤモンドオンライン『音楽ビジネスにおけるデジタル革命』2017年6月17日
- 企業TOPインタビュー『成長する企業のビジネス戦略 vol.30』2017年4月21日
- 『-IoT業界探訪 vol.8-IoTとオープンイノベーション -学生-トップコンサルタント-HWベンチャーから生まれるビジネスアイデアとは』-ロボスタ- 2017年3月8日
- 日本経済新聞 『技術より創造的な発想』2016年12月24日
- 日経産業新聞 『通信インフラ、安全・品質保て』 2016年10月5日
- 日本経済新聞 『紙の本復活か 米で売上増加傾向に』 2016年12月10日
- 『企業の命運を握る「CDO」という新たなリーダー』 ZDNet 2016年11月14日
- 『PwCが日本のデジタルサービスを本格化：デジタルクリエイティブ施設を開設へ』 DIGIDAY  2016/11/11
- 『プロミュージシャンからコンサルへの転身、大学講師…多彩なキャリアを持つ男性が斬る「女性活用」の落とし穴』  laxic(ラシク)
- 『消費スタイルは今や一人十色--デジタル化対応を急ぐコンサルティングファーム』  ZDNet 2016年04月29日
- 『広告会社とコンサルティング会社は日本で競合しないのか、大手のPwCに聞いた』 AdverTimes.(アドタイ)
- (連載) GQ EXPERT BLOG:Media Revolution エリック松永の“2020年のメディア革命”放談
- 東洋経済ONLINE『ミュージシャンからコンサルに転職してみた』2014年4月10日
- スペシャル対談：シンセサイザーアーティスト松武秀樹vsエリック松永 YMOと時代を支えたシンセサイザーアーティスト松武秀樹--音楽業界のこれからを語る
- スペシャル対談：元テレビマンユニオン代表取締役常務 碓井広義上智大学教授vsエリック松永 「テレビ番組制作の黄金時代」からこれからのメディアの価値を再考する
- (連載中)  エリック松永のメディア・デモクラシー講座
- クリエイティブ主導型へ：Web2.0時代の終焉
- クラウドこのユーティングの幻想から目覚めよ
- NGNは情報通信革命のジャンヌダルクではない
- なぜソフトバンクだったのか？--ソフトバンクのiPhone獲得を考える
- iPhone 3Gを考える：iPhone 3Gからはじまる悪夢
- 今さらiPhoneは売れるのか？--ソフトバンクのiPhone獲得を考える
- NGNが引き起こす業界変革シナリオ：崩壊するICTピラミッド
- 「エイリアン」襲来：ICT3層ピラミッド崩壊のカギはNGN
- ZDNet Japanセミナー：モバイルによるリアルタイムな企業経営
- iPhone4の登場で企業はスマートフォンを使わない理由がなくなる
- 2010年は「3D元年」になるか
- エリック松永のICT事変-オープンソースの逆襲-
- "業界キーパーソンが最新トピックを斬る"CNETパネリスト
- 経営者が知るべきバズワードの裏
- エリック松永の英語道場
- ITMediaエグゼクティブ コンピュータと経営の関係
- エリック松永の次世代エンジニア道場

## テレビ・ラジオ・新聞、その他メディア
- NewsPicks OFFRECO.『教育現場のDX』2021年9月5日 with 平成ノブシコブシ吉村崇氏MC Newspicks オフレコ　司会：平成ノブシコブシ吉村
- CBCラジオ『土天ザ・ワールド』MC:平野 裕加里 2021年7月11日
- CBCテレビ『チャント!』2021年3月29日携帯大手４社の新料金プランについてコメント
- BSフジ『MOCAL』名古屋編　with アンタッチャブル柴田英嗣 2021年3月14日
- NewsPicks【GREATEST HINTS】『異端児起業家の逆襲』 with ローランド、松田公太、佐々木紀彦、山野智久、赤澤岳人、野口祐介、黄皓、津村洋太　2021年3月1日
- NewsPicks【BREAKERS】『サスティナブル・リーダー創出論』with 原晋　2021年2月16日
- TBS『金言Picks 〜次なる起業家に、知恵をさずける〜』with ローランド、松田公太、佐々木紀彦、2021年1月31日（山野智久）、2月7日（赤澤岳人）、2月14日（野口祐介）、2月21日（黄皓）、2月28日（津村洋太）
- LinkedIn News編集部LIVE!『青山学院大学教授 松永 エリック・匡史氏とリンクトイン村上が徹底議論「変わり続ける力」』2021年1月29日　with村上Linkein日本代表
- NewsPicks OFFRECO.『”秘密主義”コンサルの裏側』2021年1月15日 with 平成ノブシコブシ吉村崇氏MC
- Business Karaoke Podcast with Brittany Arthur 『Ep. 39: 伝統をチャレンジして、思うままに創造しながら、未来をトランスフォームする』2021年1月14日
- 社団法人デジタル・イノベーション『デジタル戦略365days【年末特別インタビュー】学生は知らないと100%損する、イノベーションがもたらす10年後の未来とは？』2020年12月30日
- 日本経済新聞社『ヤング日経』”Voicy”with 北野唯我さん、パーソナリティー大塚美幸さん2020年8月20日
- レインボータウンFM 『Go around the world』with MC スパイスアップ・ジャパン の豊田 圭一社長2020年8月19日
- NewsPicks OFFRECO『外資系企業の真実』2020年6月12日 with 平成ノブシコブシ吉村崇氏MC
- Forbes『ロジック」から「共感」へ──アフターコロナのニューノーマル』with 山口周 2020年6月12日
- 日刊工業新聞のコラム”レーザー”『独自の世界観』2019年12月11日
- 日刊工業新聞『キャンパスベンチャーグランプリ』特別講演”イノベーションを起こすクリエイティブ思考術”2019年11月29日
- 【BOSSの野望〜Ambitious Leaders〜】『令和の金八先生を目指す！』青山学院大学 地球社会共生学部 教授2019年10月7日
- Seminar Shelfビデオコンテンツ『2020年 新時代を生き抜く『セルフブランディング』のススメ』2019年10月4日
- Newspicks『「The UPDATE」MBAは役に立つのか？』』2019年8月13日with古坂 大魔王  佐々木 紀彦  箕輪 厚介  奥井 奈々  崔 真淑  柴山 和久 Yoshihiko Takubo
- FMフジ『みんなのラジオ』2019年7月30日with有野いくパーソナリティー、マイクロソフトのエンジニア兼マンガ家ちょまどさん
- 『JJの部屋by COLABO』（ゲスト/ アミーゴ松永エリック・匡史氏＆味岡 倫歩氏）2019年6月10日
- かわさきエフエム 79.1MHZ「森清華のLife is the journey」2019年6月13日
- 日本経済新聞『Dropboxは「働き方」をどうアップデートするのか』with Dropbox五十嵐光喜代表取締役社長2019年3月27日
- Newspicks WEEKLY OCHIAI『平成のアップデート』2018年12月26日with 落合陽一、猪瀬直樹、澤円、竹内純子、正能菜優、玉城絵美、大室正志、高宮慎一、阿部恭英、佐々木紀彦、石山アンジュ
- J-Wave American Express “PICK ONE”『YouTubeとテレビの未来予測』2018年10月24日with サッシャ
- クリスタルレインボークラブ『CrystalShower“大人の未来の鐘が鳴る～』2018年7月4日
- (MK-TV)『VRエンターテイメントの未来』 2018年5月24日
- 讀賣新聞 讀賣プレミアム 『経営に役立つアート的思考』調査研究本部主任研究員 黒川茂樹記者著 2018年3月14日
- (Web-TV) ホウドウキョク (フジTV) 『実践 ミレニアル世代流のイノベーションの起こし方 -PwCデジタルサービス日本統括 松永エリック・匡史氏が語る』 2017年11月09日
- (Radio) J-WAVE (PICK ONE)『ロボットケータイ「ロボホン」のいる生活とは』 2017年10月10日
- (Video News Media) 8 bit. News 『障害犬と家族になるということ。保護犬を引き取ること。命と向き合うこと。』2017年10月23日
- 日経産業新聞 『CDO、企業の変革狙う』2017年9月8日朝刊
- 日本経済新聞 『技術より創造的な発想』2016年12月24日
- 日経産業新聞 『通信インフラ、安全・品質保て』 2016年10月5日
- 日本経済新聞 『紙の本復活か 米で売上増加傾向に』 2016年12月10日

## 教育実績
- 大妻女子大学 ゲスト講義『人生をデザインする思考法』大塚美幸クラス2021年１月23日
- 昭和音楽大学 ゲスト講義”DXとアーティストの可能生について”2020年 12月 8日
- お茶の水女子大 ゲスト講義”クリエイティブ思考のライフデザイン”2020年10月20日
- 浦和ルーテル学院ゲスト講義”SDGsと社会共生”2020年10月19日
- 郁文館グローバル高等学校ゲスト講義”グローバル思考とDX”2020年8月18日
- 横浜国際高校ゲスト講義”クリエイティブ思考とグローバルビジネス”2019年11月20日、2020年12月7日
- 青山学院大学国際政治経済学部『Digital transformation and strategy』2018年11月12日（内田国際政経学部長クラス）パートナー大学Faculty of Economics and Business, University of Lampungからの留学生に対する授業
- 社会情報大学院大学『Digital transformation and Enterprise』2018年8月12日安藤教授クラス
- 事業構想大学院大学 ゲストアドバイザー 渡邊信彦客員教授クラス 2018年7月2日
- 社会情報大学院大学 ゲスト講師”Digital Transformation & Enterprises”  2018年7月14日 安藤元博客員教授クラス（安藤教授は博報堂執行役員デジタルリード）
- 早稲田大学大学院(WasedaBusinessSchool) “BusinessStrategyinContentBusiness”2018年2月9日*英語での講義
- 愛媛大学社会共創学部 “デジタル時代の新たなグローバルリーダー”2017年5月8日
- 青山学院大学 仙波ゼミ“デジタルイノベーションと新たな経済圏”2017年1月20日
- 立命館アジア太平洋大学 “外資系というキャリア”2016年12月19日
- 一橋大学経営管理研究科神岡ゼミ“CDO とグローバルリーダーシップ” 2016年11月26日
- 専修大学 “グローバルリーダシップ論”2016年9月30日
- 青山学院大学、大学院合同(国際政治経済学部、青山ビジネススクール) 2015年2月28日
- 青山学院大学“自立型人材演習~自分を成長させる”(青山スタンダード) 2013年5月15日
- 明治大学大学院(ビジネススクール山口不二夫ゼミ) 2013年11月18日” アップルはメディア革 命を起すのか”
- 神田外語学院 グローバルコミュニケーション科 “英語プレゼンテーション実習”(2年生対象)、”学習戦略”(1年生対象) 2015年より現在